# 2004 في رومانيا
فيما يلي قوائم الأحداث التي وقعت خلال عام 2004 في رومانيا.

## سياسة

### تعيين في المنصب
- 6 يونيو – فيكتور بونتا عضو مجلس النواب في رومانيا.
- 17 ديسمبر – غابرييل أوبريا عضو مجلس النواب في رومانيا.
- 21 ديسمبر – أدريان ناستاسه President of the Chamber of Deputies of Romania [الإنجليزية]‏.
- 21 ديسمبر – ترايان باسيسكو رئيس رومانيا [الإنجليزية]‏.

### انتهاء فترة المنصب
- 20 ديسمبر – إيون إيليسكو رئيس رومانيا [الإنجليزية]‏.
- 20 ديسمبر – ترايان باسيسكو عمدة بوخارست [الإنجليزية]‏.
- 21 ديسمبر – أدريان ناستاسه قائمة رؤساء وزراء رومانيا.

## أفلام
من الأفلام التي صدرت هذه السنة في رومانيا:
- 1 يناير – ذرية تشاكي من إخراج دون مانشيني.

## وفيات

### يناير
- 22 يناير – اروين فريدلاندر (مواليد 1925) فيزيائي أمريكي.

### أكتوبر
- 27 أكتوبر – بيير بيارن (مواليد 1902) كاتب فرنسي.